# SS Eastland
Az SS Eastland amerikai utasszállító gőzhajó volt, amely a Nagy-tavakon közlekedett. 1915. július 24-én felborult és elsüllyedt, 844 utas halálát okozva. Ez volt az Egyesült Államok egyik legsúlyosabb hajószerencsétlensége.

## Története
A 80 méteres, 1961 bruttó regisztertonna súlyú Eastland személyszállító hajót arra építették, hogy kirándulókat szállítson a Nagy-tavakon. 1903-ban indult első útjára. A Nagy-tavak büszkesége volt, egy kitűnő, hófehér gőzös. Gyors hajónak tervezték, hosszú, karcsú teste szinte hasította a tavak vizét. Innen is kapta becenevét: „A Nagy-tavak gyors királynője”
A katasztrófa bekövetkeztéig többször is gazdát cserélt. Első tulajdonosa, a Michigan Gőzhajózási Társaság 1902-ben rendelte meg, és 1903. május 3-án vízre bocsátották. Tulajdonosai a Michigan-tó két partja között járatták, a Michigan állambeli South Haven és az Illinois állambeli Chicago közötti 125 kilométeres úton közlekedett. A hajót 1905-ben eladták a Michigan Közlekedési Vállalatnak, de az útvonala ugyanaz maradt. 1906 augusztusában újabb tulajdonosváltás történt, a clevelandi Lake Shore Navigation Company-hoz került, és a Cleveland-Cedar Point útvonalon közlekedett tovább. 1909-ben a clevelandi Eastland Navigation Company lett a tulajdonos, a cég új célállomást talált a hajónak, Chicagóból a 95 kilométerre fekvő Michigan állambeli St. Joseph-be szállította az utasokat. 1914-ben újabb tulajdonosváltás, a St. Joseph-Chicago Gőzhajózási Társaság használta tovább a hajót, bár az útvonalon ők sem változtattak.

### A baleset

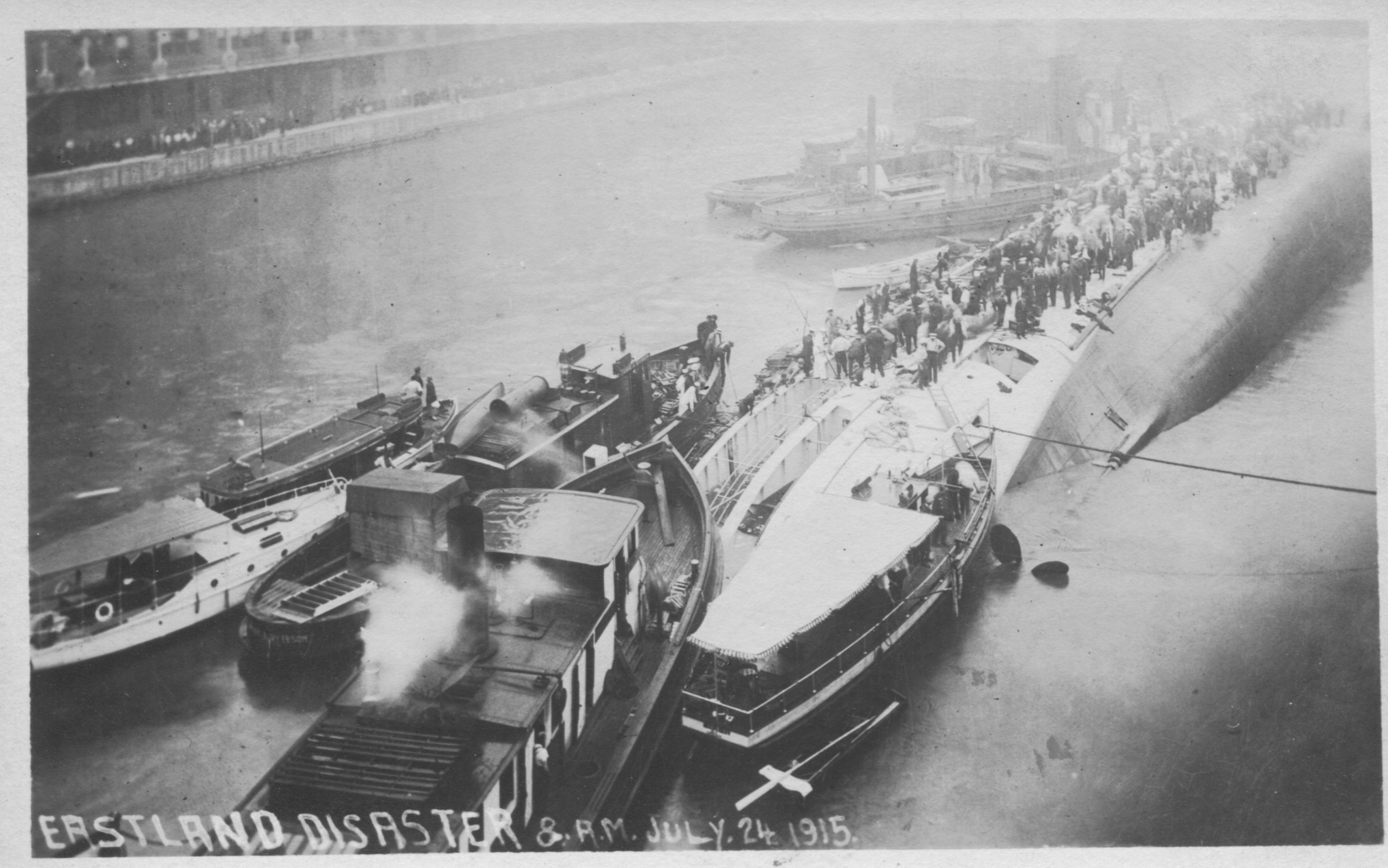
Túlélők a felborult hajó oldalán

1915. július 24-én az Eastlandet és további négy hajót arra a napra kibérelt a Western Electric cég, hogy egyik leányvállalatának, a Ciceróban székelő Hawthorne Worksnek az alkalmazottait, családjaikat és barátaikat átszállítsa Chicagóból a Michigan-tó túlpartjára, az Indiana állambeli Michigan Citybe szervezett vállalati piknikre. A várakozás óriási volt: sok embernek ez lett volna élete első nyaralása.
Az Eastland Chicagóban, a Chicago folyó egyik kikötőjében várta az utasokat. Reggel hat óra negyven perckor a matrózok leengedték a hajóhidakat, és az utasok tömege elárasztotta a fedélzetet. Ám a hirtelen súlynövekedés kibillentette a hajót. Ahogy az utasok beszálltak, a hajó a dokk felé kezdett dőlni. Hogy kiegyenlítsék a súlyt, a legénység vízzel töltötte fel a hajófenék túloldali tartályait. Nem sokkal hét óra után az Eastland megtelt utasokkal, és a hajóhidakat felhúzták. Ám amint az utasok elkezdtek tolongani a fedélzeten, a hajó ismét megdőlt. 7 óra 27 perckor a dokkhoz kötött gőzös felborult.
Az üdvrivalgást sikoltozás váltotta fel. A felső fedélzetről az utasok a vízbe zuhantak, a többiek pánikba esve ugrottak le a hajóról. Az emberek nehezen tudtak a felszínre úszni, egyrészt az óriási tumultus miatt, másrészt a folyó tele volt hulladékkal. Az emberek egy részét a bútorok zúzták össze, mások a víz alá szorultak. Mentőmellényeket dobáltak a vízbe a bajbajutottak megsegítésére. Egy közelben álló hajó, a Kenosha gyorsan odamanőverezett, hogy az utasok átszállhassanak rá. De végül 844 utas és a személyzet négy tagja lelte halálát a vízben. Néhány holttestet csak hetek múlva találtak meg.
A sok áldozatért részben az időjárás is okolható. A reggel hűvös és nyirkos volt, ezért sok utas ment felmelegedni a hajó belsejébe, ahol csapdába kerültek.
Marion Eichholz, az utolsó túlélő 2004. november 24-én, 102 éves korában hunyt el.

#### A katasztrófa okai
A vizsgálat kiderítette, a legénység nem volt felelős a tragédiáért, de egy fontos szerkezeti hibára világítottak rá: a hajó katasztrófája elkerülhetetlen volt. A hajó építésénél nem a stabilitás, hanem a gyorsaság volt a szempont. Keskeny volt, mint egy kés hasította a vizet. De magasra emelkedett a vízben, magasan volt a súlypontja, ezért instabil volt. Katasztrófája leginkább a magyar Pajtás gőzhajóéhoz hasonlítható.
Miután három évvel korábban az RMS Titanic katasztrófájában több mint 1500 ember vesztette életét, új törvényeket fektettek le az utasok védelmében. A hajó minden utasa számára kell helyet biztosítani a mentőcsónakokban. Minden hajón növelni kellett a mentőcsónakok számát. A 13 évvel korábban épített Eastlandet is átalakították, hogy megfeleljen a szabályozásnak. A hajó felső fedélzetére további mentőcsónakok kerültek, amelyek több tonnával megnövelték a hajó tömegét. Az átalakításnál nem vették figyelembe, hogy így a hajó súlypontja is magasabbra került. Az amúgy is instabil Eastlandet sosem próbálták ki ekkora terheléssel. A katasztrófában mindössze egy mentőcsónakot tudtak használni.

### A katasztrófa utóélete

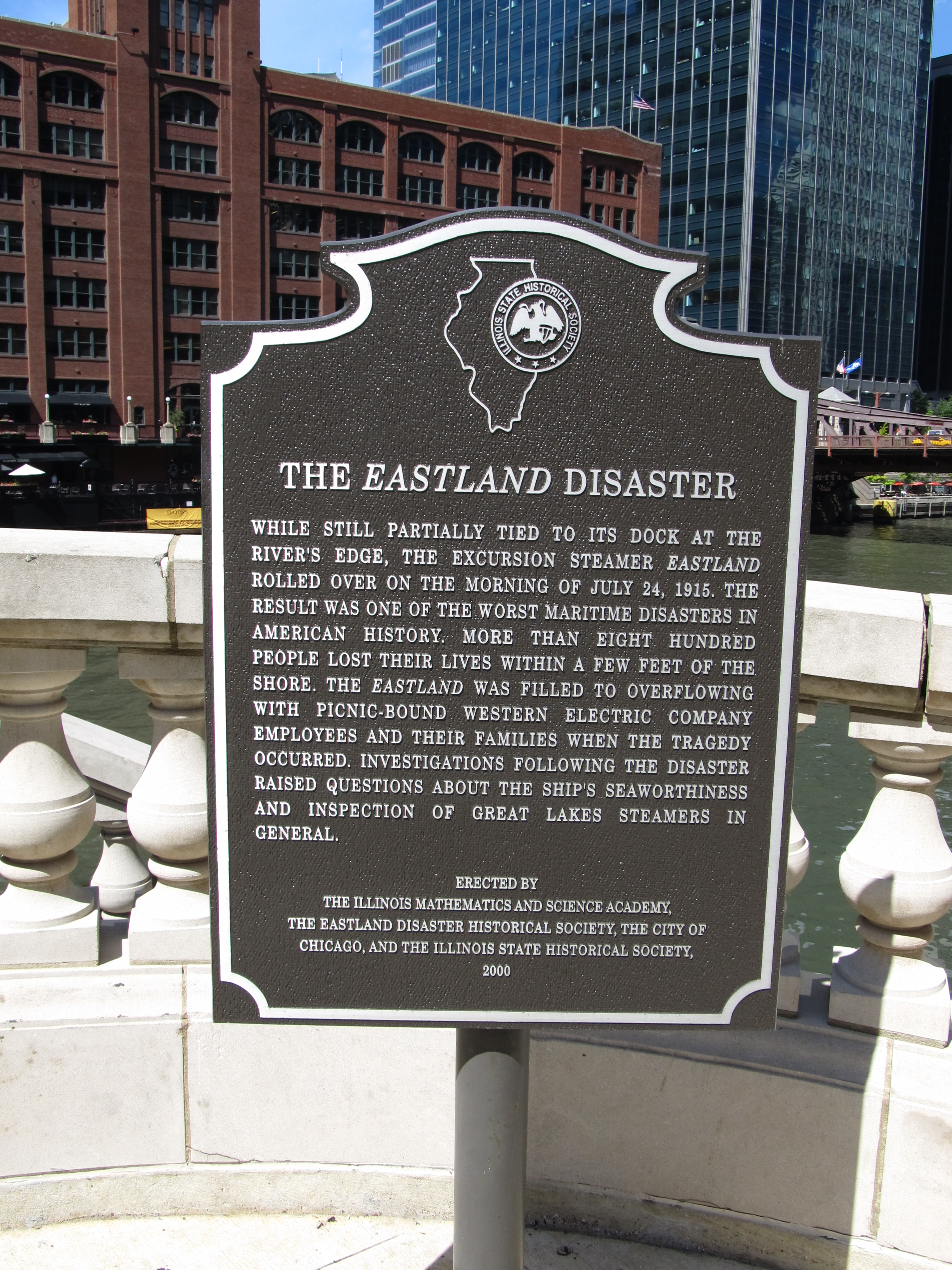
Emléktábla a baleset helyszínén

Egy évvel később az Amerikai Kongresszus tovább szigorított a szabályozáson. Új rendeleteket alkottak a hajók stabilitása érdekében, hogy többet ne ismétlődhessen meg az Eastland tragédiája.
Egy hónappal később, augusztus 14-én a hajót kiemelték a kikötő vizéből. A katasztrófát követően a hajó megmenthető állapotban volt, de érthető okok miatt többet nem akarták utasok szállítására használni, Ezért árverésen értékesítették, a vevő az Egyesült Államok Haditengerészete volt. A szükséges felújítás és átépítés után a hajó ágyúnaszádként folytatta karrierjét, a haditengerészet kötelékében a USS Wilmette nevet kapta. Elsősorban kiképzési célokra használták a Nagy-tavakon, majd a második világháborút követően leselejtezték.

## Fordítás
- Ez a szócikk részben vagy egészben  a   SS Eastland című angol Wikipédia-szócikk ezen változatának fordításán alapul.  Az eredeti cikk szerkesztőit annak laptörténete sorolja fel. Ez a jelzés csupán a megfogalmazás eredetét és a szerzői jogokat jelzi, nem szolgál a cikkben szereplő információk forrásmegjelöléseként.